# Frank Schmidt-Hansen
Frank Schmidt-Hansen er en dansk erhvervsmand og kommunalpolitiker valgt for Konservative og nuværende borgmester i Vejen Kommune. Schmidt-Hansen har været kommunalbestyrelsesmedlem siden 1999, hvor han var medlem af byrådet i Rødding Kommune. I forbindelse med Strukturreformen blev han valgt til byrådet i Vejen Kommune.
Schmidt-Hansen har været medlem af bestyrelsen i KL (Kommunernes Landsforening) fra 2022.